# SMIT
SMIT (System Management Interface Tool), es una herramienta administrativa del sistema operativo AIX. SMIT permite la administración a través de una interfaz gráfica, desarrollada en Motif, de los siguientes aspectos de AIX:
- Instalación y mantenimiento de software
- Gestión de licencias de software
- Gestión de dispositivos
- Administración de dispositivos de almacenamiento físicos y lógicos
- Gestión de usuarios y seguridad
- Administración de servicios y aplicaciones de comunicaciones
- Gestión de colas de impresión
- Determinación de problemas software/hardware
- Planificación de recursos y rendimiento
- Entornos de sistema
- Gestión de procesos y subsistemas
- Aplicaciones
- Asistente de instalación
- Administración y gestión de cluster

Existe una versión de SMIT en modo texto, llamada smitty.
SMIT y smitty son el mismo programa, sin embargo smitty es la versión basada en texto, y el SMIT es la versión gráfica que corren bajo X Windows. Si estás en una terminal basada en texto, corriendo el programa SMIT va a llamar a la versión de texto.
- Datos: Q2718464